# Epic: O Musical
Epic: The Musical (estilizado como EPIC ) é uma série de nove partes de álbuns conceituais (chamados de "sagas") com músicas e letras de Jorge Rivera-Herrans. Uma adaptação cantada da Odisseia de Homero, inspirada no teatro musical, conta a história de Odisseu enquanto ele tenta retornar de Troia para Ítaca após dez anos de Guerra de Troia . Ao longo do caminho, ele deve enfrentar deuses e monstros que tentam impedi-lo de retornar para sua esposa, Penélope, e seu filho, Telêmaco .
Inspirando-se em diversas fontes, a série faz uso de vários gêneros musicais e técnicas narrativas derivadas de animes, videogames e teatro. O musical ganhou popularidade em 2021 nas redes sociais, como o TikTok, e enfrentou problemas de produção devido a vários processos judiciais entre o criador e a gravadora original. Recebeu elogios dos críticos pela profundidade emocional e complexidade narrativa que exibe por meio de seu formato musical.

## Trama

### Ato 1

#### The Troy Saga (A Saga de Tróia)

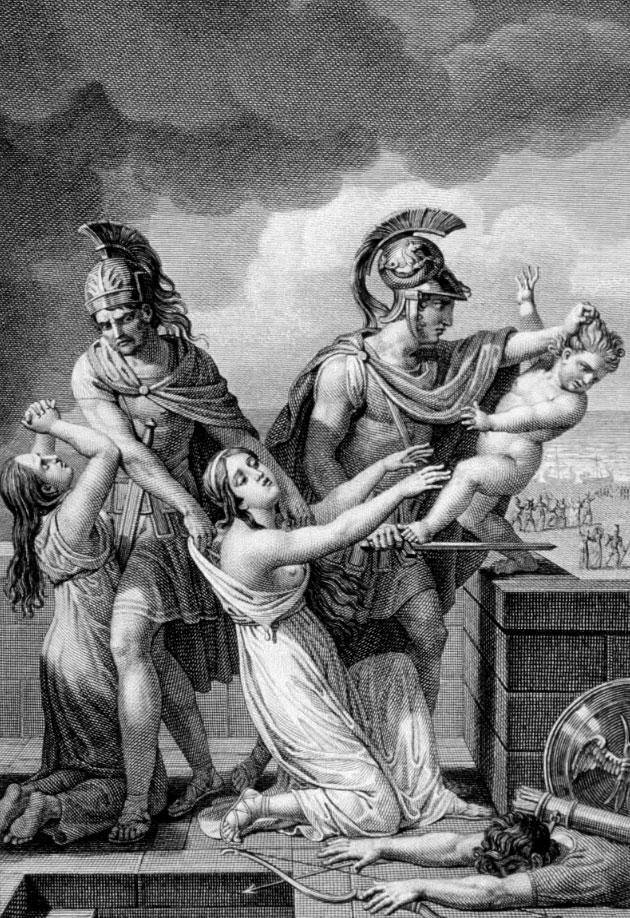
O assassinato do bebê Astíanax pelas mãos de Odisseu é um momento-chave na Saga de Tróia.

Após dez anos de luta na Guerra de Troia, o rei Odisseu de Ítaca lidera seus homens em uma invasão bem-sucedida de Troia usando o Cavalo de Troia . Ao saquear a cidade, Odisseu recebe uma visão de Zeus, informando-o de que se ele não matar o bebê Astíanax, filho de Heitor, o menino crescerá e se vingará de Odisseu e sua família ("The Horse and the Infant"). Odisseu luta com a decisão, pensando em seu próprio filho Telêmaco, mas acaba matando o bebê jogando-o do muro da cidade ("Just a Man").
Após o saque de Troia, Odisseu e sua frota de seiscentos homens partiram em direção à Grécia. Em busca de comida para os homens, Odisseu e seu melhor amigo Polites exploram uma ilha ("Full Speed Ahead"). Odisseu está tenso, e Polites tenta convencê-lo a deixar a guerra e "cumprimentar o mundo de braços abertos". Eles encontram os travessos comedores de lótus  que os direcionam para uma caverna no leste para encontrar comida ("Braços Abertos"). A deusa Atena, que foi mentora de Odisseu desde a infância, vê Odisseu se afastando de seus ensinamentos de dureza por causa da influência de Polites. Ela aparece e revela a Odisseu a lembrança de quando eles se conheceram, a fim de lembrá-lo de suas expectativas em relação a ele ("Warrior of the Mind").

#### The Cyclops Saga (A Saga do Ciclope)

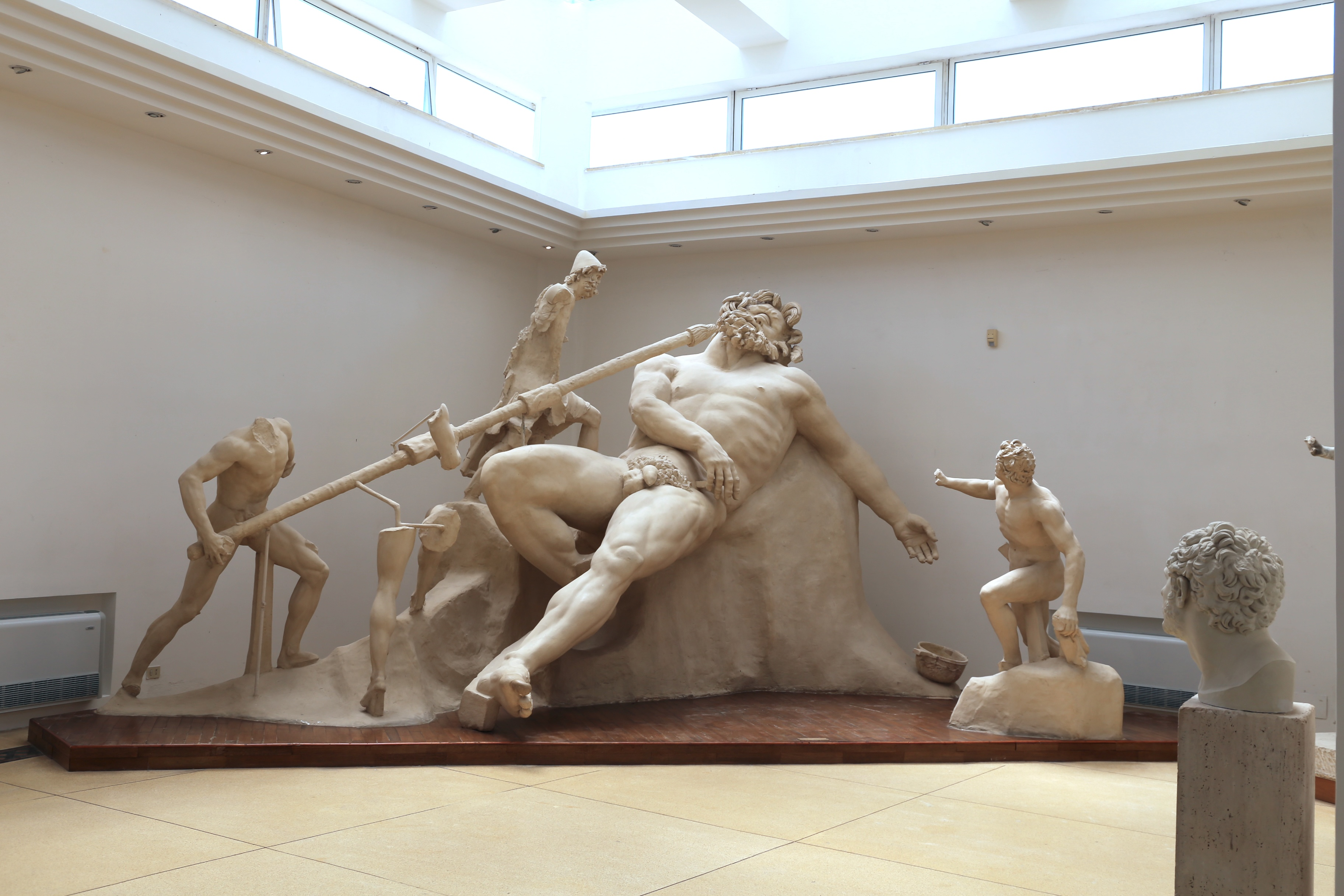
A Saga dos Ciclopes acompanha o conflito entre os homens de Odisseu e o ciclope Polifemo.

Ao chegarem à ilha para onde os comedores de lótus os haviam indicado, Odisseu e um grupo de batedores encontram uma caverna cheia de ovelhas e matam uma para comer. O dono das ovelhas, o ciclope Polifemo, surge furioso e ameaça comer os homens. Odisseu tenta argumentar com ele e oferece ao ciclope um gole de um bom vinho grego como pagamento pelas ovelhas. Polifemo aceita o vinho antes de perguntar a Odisseu seu nome, ao que Odisseu responde que seu nome é " Ninguém ". Polifemo agradece a "Ninguém" pelo vinho, mas ainda ataca os homens ("Polyphemus"). Odisseu reúne seus homens para lutar contra Polifemo, tendo sucesso por um momento, mas o ciclope recupera uma enorme clava que lhe dá uma vantagem. Ele mata vários homens, incluindo Polites, antes de desmaiar ("Survive").
Revelando que ele drogou o vinho com fruta de lótus e aproveitando o estado inconsciente do ciclope, Odisseu diz a seus homens para lutarem em memória de seus companheiros mortos, instruindo-os a usar suas espadas para afiar a clava e transformá-la em uma lança. Eles empalam Polifemo no olho, e seus gritos de dor atraem outros ciclopes, que perguntam a Polifemo quem o feriu. Ele responde que foi ferido por "Ninguém", fazendo com que os outros ciclopes lhe digam para ficar em silêncio se ninguém o machucar. Odisseu e os homens roubam as ovelhas do ciclope cego e escapam, mas Atena aparece mais uma vez e diz a Odisseu para matar seu inimigo. Odisseu ignora a ordem dela e, em vez disso, revela seu verdadeiro nome a Polifemo em um ato de arrogância ("Remember Them"). Atena e Odisseu discutem sobre isso, o que faz com que a amizade deles termine ("My Goodbye").

#### The Ocean Saga (A Saga do Oceano)

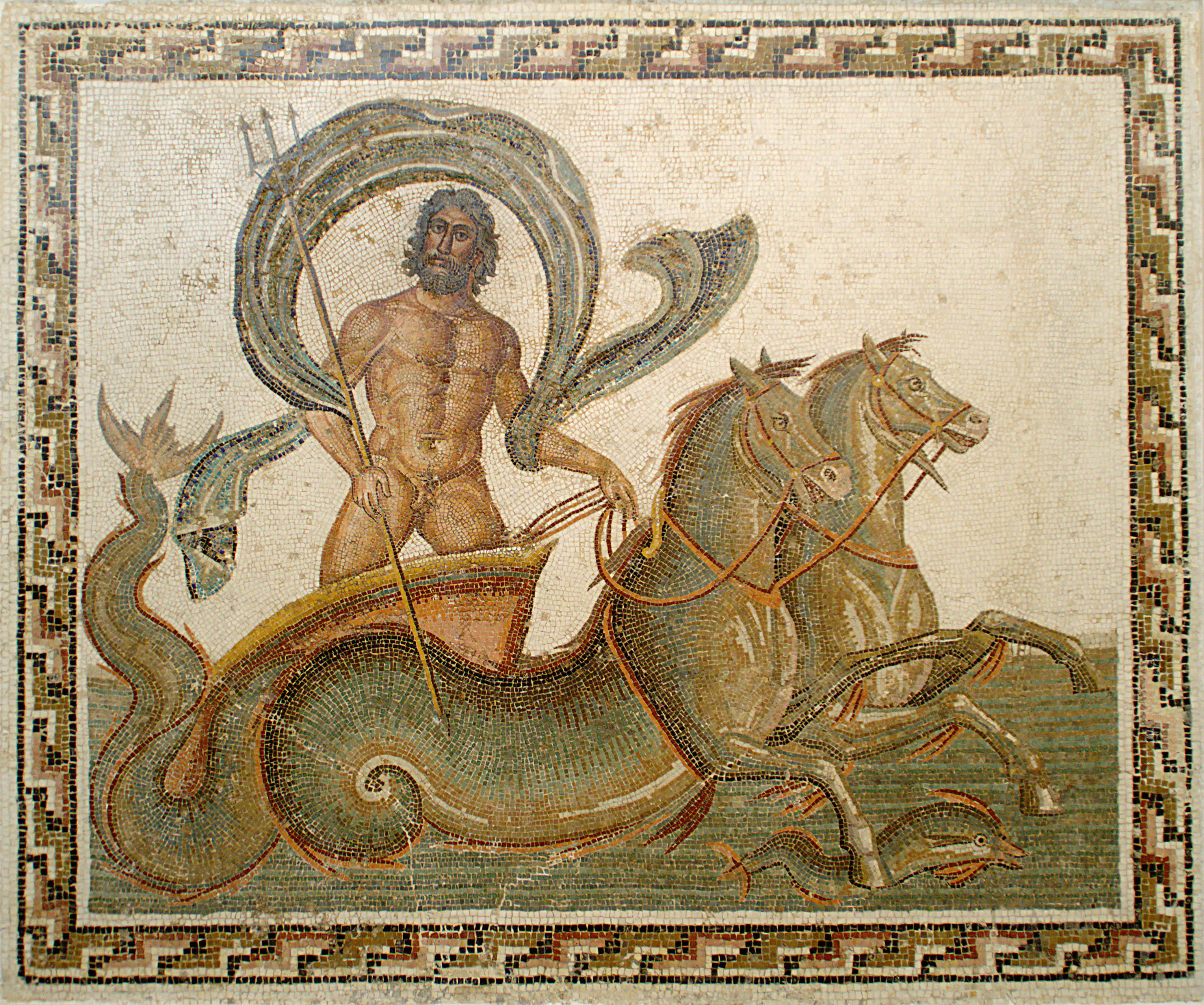
O principal antagonista do musical, Poseidon, é apresentado em The Ocean Saga.

À medida que a tripulação avança, eles enfrentam uma grande tempestade antes de encontrar uma ilha flutuante ("Storm"). Odisseu planeja visitar a ilha para pedir ajuda ao deus do vento Éolo, mas Euríloco, seu segundo em comando, diz que o plano é arriscado e começa a duvidar de seu capitão. Odisseu puxa Euríloco de lado e diz para ele seguir ordens e não contradizer seus planos ("Luck Runs Out"). Ao chegar à ilha, Éolo dá a Odisseu uma bolsa mágica cheia dos ventos da tempestade que lhe permitirá retornar para casa, desde que não seja aberta. Odisseu retorna ao seu navio, mas um rumor se espalha entre a tripulação de que a bolsa está cheia de tesouros. Odisseu fica acordado por nove dias protegendo a bolsa e quase chega em casa, antes que a bolsa seja aberta depois que ele adormece. Odisseu e Euríloco fecham rapidamente a bolsa para reter o ar restante, mas a frota se encontra perto da terra dos Lestrigões . ("Keep Your Friends Close"). O deus do mar Poseidon aparece, revelando que é o pai de Polifemo. Ele jura vingança pela dor que Odisseu causou ao seu filho, dizendo-lhe que isso poderia ter sido evitado se Odisseu tivesse matado o Ciclope. Poseidon afunda todos os navios, exceto o de Odisseu, deixando apenas quarenta e três homens sob seu comando. Antes que Poseidon possa destruir o último navio, Odisseu reabre a bolsa de vento, liberando o restante da tempestade e permitindo que ele escape ("Ruthlessness").

#### The Circe Saga (A Saga de Circe)

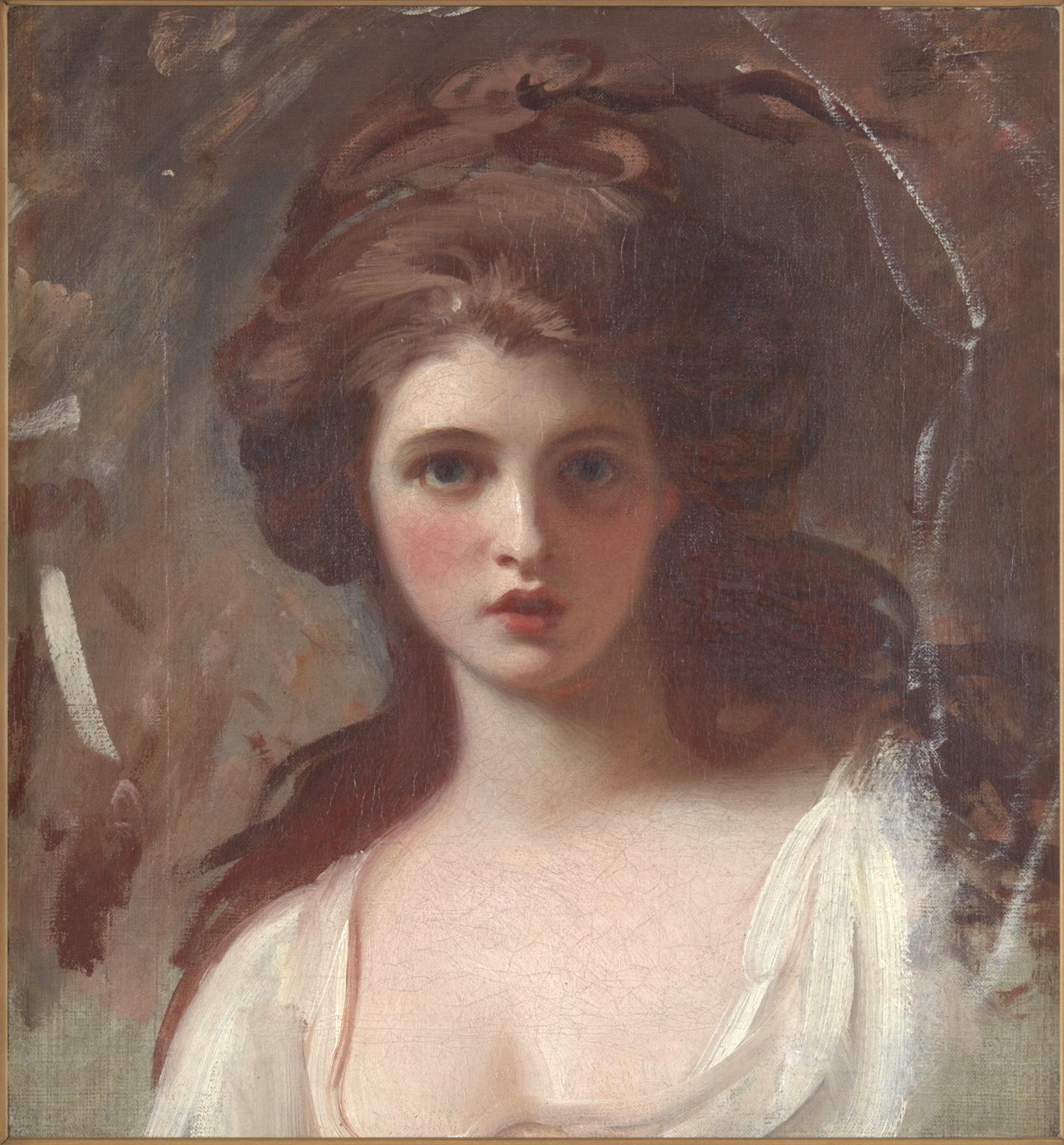
A bruxa Circe serve como antagonista da Saga Circe.

Ao encalhar em uma ilha, Odisseu envia uma equipe de reconhecimento, liderada por Euríloco, para procurar ameaças. Eles encontram a feiticeira Circe, que transforma todos eles, exceto Euríloco, em porcos. Odisseu e Euríloco discutem se devem resgatar os homens ou escapar, e Odisseu finalmente começa a se dirigir ao palácio de Circe ("Puppeteer"). O deus Hermes aparece a Odisseu e lhe dá a erva mágica Moly, que lhe permite igualar o poder de Circe ("Wouldn't You Like").
Circe e Odisseu lutam e Odisseu ganha vantagem ("Done For"). Mudando de tática, Circe tenta seduzir Odisseu, mas ele rejeita seus avanços, revelando a ela seu compromisso de retornar para sua esposa, Penélope . Inspirada pela devoção de Odisseu e esperando que suas ações possam um dia criar um mundo mais gentil, Circe concorda em deixar seus homens irem e os direciona para o submundo, onde eles podem buscar conselhos do profeta cego Tirésias ("The Are Other Ways").

#### The Underworld Saga (A Saga do Submundo)

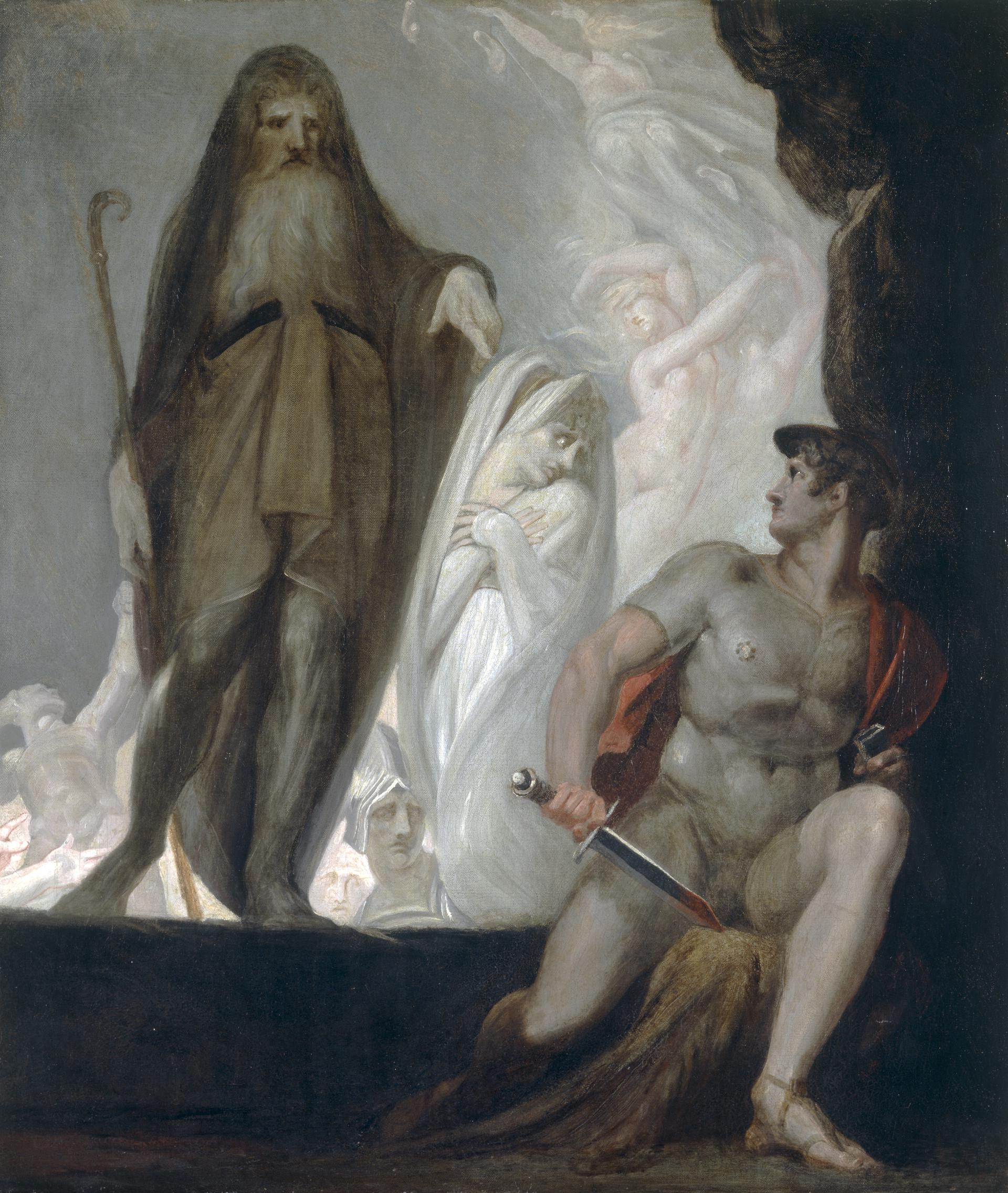
Odisseu encontra os espíritos do profeta Tirésias e sua mãe Anticlea na Saga do Submundo.

Ao entrar no submundo, Odisseu e sua tripulação veem as almas de sua frota morta, incluindo Polites, bem como a mãe de Odisseu, Anticlea, que morreu enquanto esperava seu filho retornar para casa ("The Underworld"). Odisseu chega até Tirésias, que afirma que, apesar de ter uma visão clarividente do passado e do futuro, ele não vê um futuro no qual Odisseu retorne para casa ileso ("No Longer You"). Triste, Odisseu decide enterrar seu lado mais suave, abraçando a crueldade e resolvendo voltar para casa a qualquer custo ("Monster").

### Ato 2

#### The Thunder Saga (A Saga do Trovão)

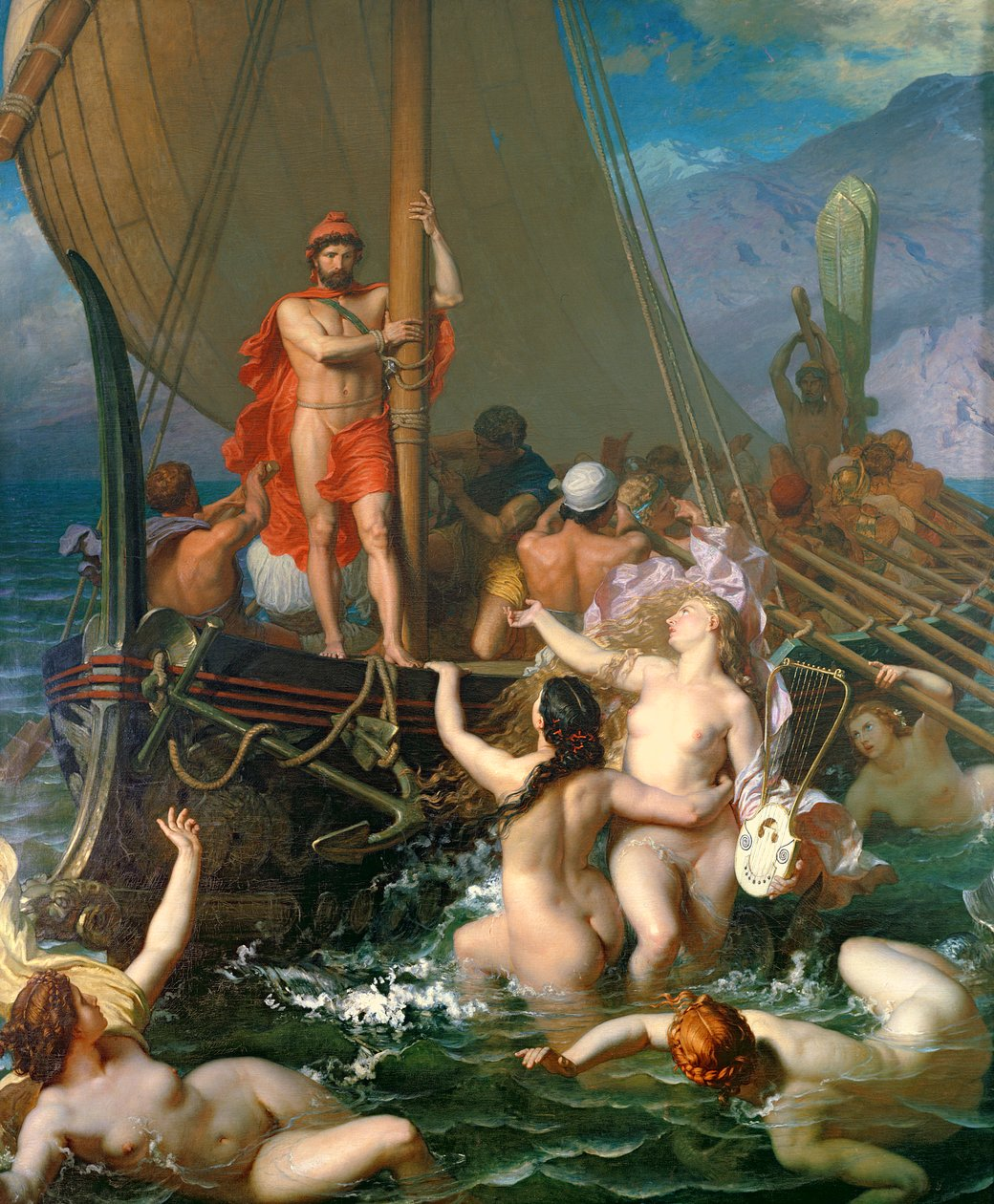
A Saga do Trovão começa com Odisseu encontrando as sereias enganadoras.

No mar, Odisseu encontra uma sereia disfarçada de sua esposa Penélope. Ele pergunta a ela como pode voltar para casa, e ela revela que ele só pode voltar para casa passando pelo covil do monstro marinho de seis cabeças Cila, onde nem mesmo Poseidon entraria. Ela então pede para Odisseu se juntar a ela na água, dizendo que ela o aliviaria de todo o seu sofrimento ("Suffering"). Odisseu parece ceder antes de atacá-la e expor sua identidade como uma sereia disfarçada. Ele revela que ele e sua tripulação resistiram à canção mágica dela tampando os ouvidos com cera de abelha, e sua tripulação captura o resto das sereias na água. As sereias imploram por misericórdia, mas Odisseu jura não cometer o mesmo erro que cometeu com Polifemo e ordena que sua tripulação as mate. ("Different Beasr"). A tripulação navega até o covil de Cila, onde Euríloco revela a Odisseu que foi ele quem abriu a bolsa de vento de Éolo. Ignorando-o, Odisseu ordena que ele acenda seis tochas e as passe para seis tripulantes enquanto eles navegam pelo covil escuro de Cila. Cila, atraída pelas luzes, devora esses homens, permitindo que o navio escape com apenas seis vítimas ("Scylla").
Irritado com a disposição de Odisseu de sacrificar seis de seus homens, Euríloco lidera um motim, ferindo e aprisionando Odisseu. O navio atraca na ilha mais próxima, que por acaso é o lar do deus sol Hélios . Apesar dos avisos de Odisseu, Euríloco mata um dos rebanhos sagrados de Hélio ("Mutiny"). Hélio envia Zeus para julgar a tripulação, e Zeus força Odisseu a escolher entre sua própria vida ou a vida de sua tripulação restante. Odisseu finalmente decide sacrificar sua tripulação, e Zeus mata todos, exceto Odisseu ("Thunder Bringer").

#### The Wisdom Saga (A Saga da Sabedoria)

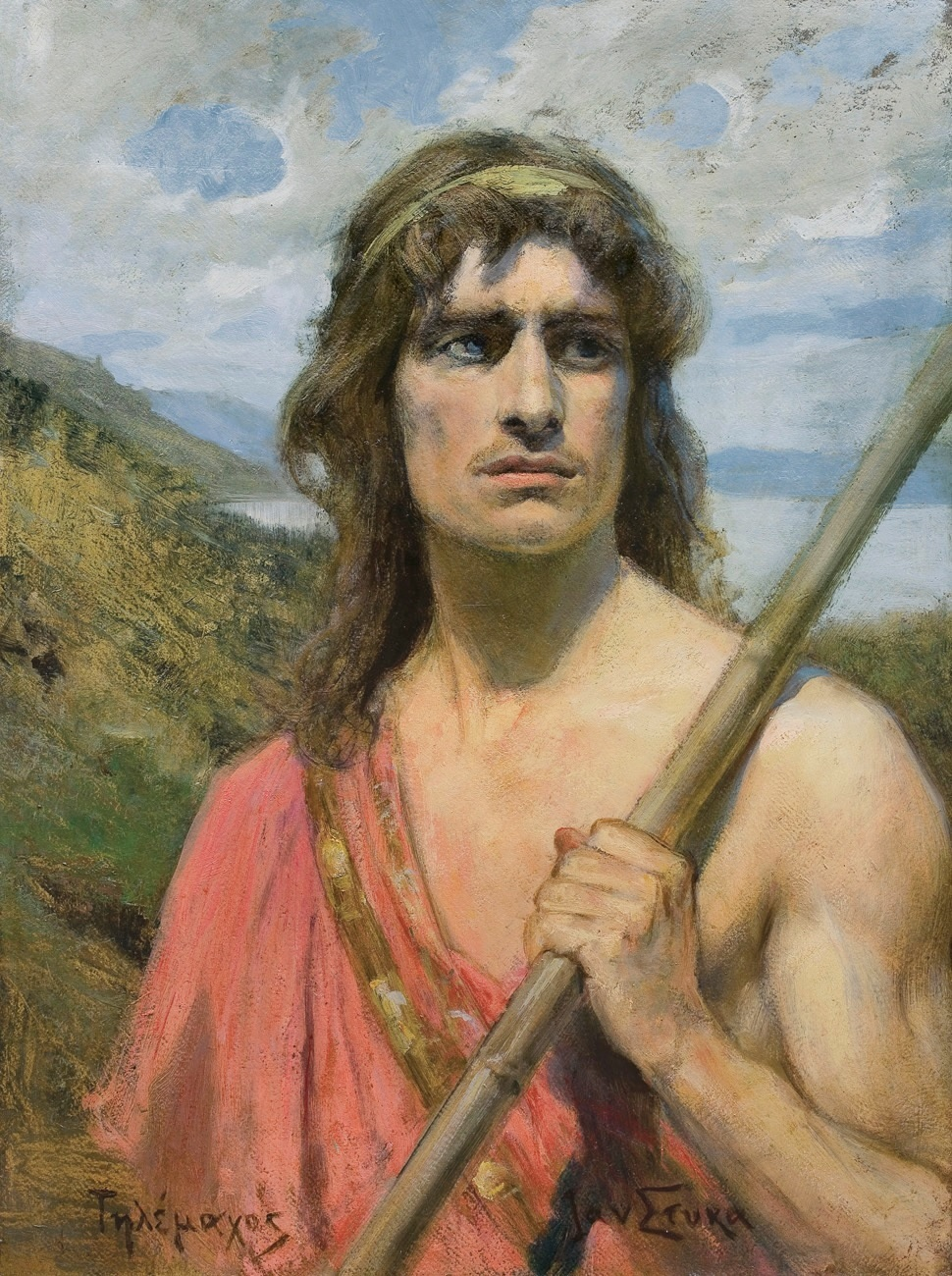
Telêmaco, filho de Odisseu, é apresentado na Saga da Sabedoria.

Sete anos depois, em Ítaca, Telêmaco tem agora vinte anos e anseia por uma chance de ser um herói lendário como seu pai, rezando por uma oportunidade de proteger sua mãe de seus pretendentes cada vez mais violentos ("Legendary"). Ele enfrenta o pretendente Antínoo para defender a honra de sua mãe, mas é espancado em uma luta antes que Atena apareça e o ajude ("Little Wolf"). Quando Telêmaco pergunta a Atena por que ela o ajudou, ela reflete sobre seu relacionamento com Odisseu e expressa arrependimento sobre como ele terminou. Telêmaco, sem saber que ela está se referindo ao seu pai, encoraja a deusa a procurar sua velha amiga e consertar o relacionamento deles ("We'll Be Fine").
Atena decide vasculhar as memórias de Odisseu para descobrir o que aconteceu com ele e descobre que ele foi preso na ilha de Ogígia com a deusa obsessiva Calipso, que tentou continuamente fazer Odisseu se apaixonar por ela. Com o passar dos anos, Odisseu ficou cada vez mais deprimido e desesperado para escapar da ilha ("Love in Paradise"). No Monte Olimpo, Atena apela ao seu pai, Zeus, para libertar Odisseu, e Zeus oferece uma aposta. Ele constrói um jogo em que Atena deve convencer outros cinco deuses olímpicos — Apolo, Hefesto, Afrodite, Ares e Hera — de que Odisseu merece ser libertado, concordando em libertá-lo se todos estiverem convencidos. Atena usa sua inteligência e sabedoria para convencer com sucesso os outros deuses e exige que Zeus cumpra sua parte no acordo. Enfurecido com isso, ele ataca Atena com um raio por fazê-lo de bobo, mas ela sobrevive e faz um último apelo pela liberdade de Odisseu ("God Games").

#### The Vengeance Saga (A Saga da Vingança)

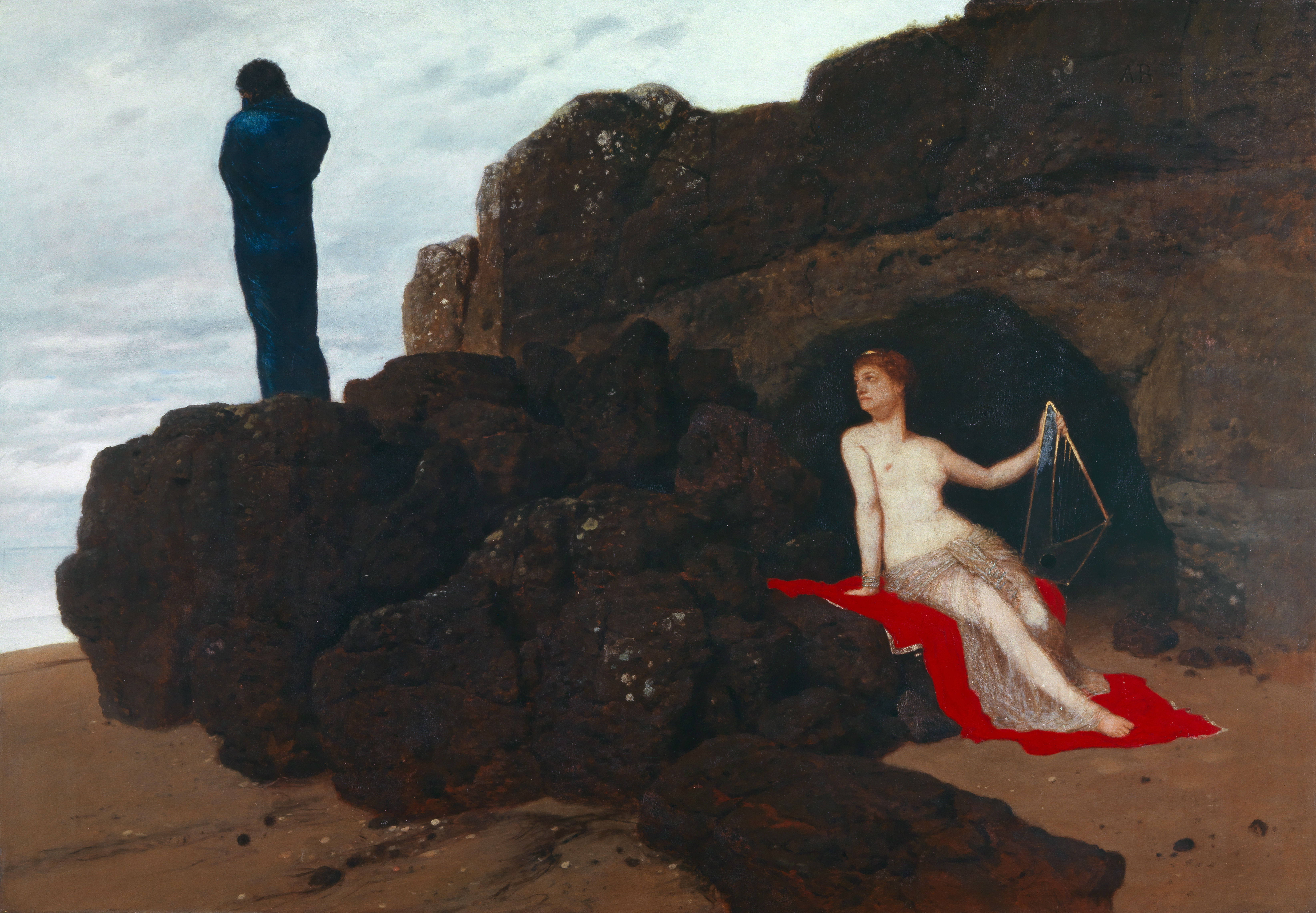
Odisseu deixa Calipso na Saga da Vingança e faz sua última viagem para casa.

Calipso se despede de Odisseu antes que ele deixe Ogígia, expressando remorso pela dor que ela lhe causou com seu comportamento obsessivo, mas declarando que não se arrepende do amor que sente por ele ("Not Sorry For Loving You"). Hermes reaparece e oferece orientação a Odisseu e a bolsa de vento de Éolo para ajudá-lo a voltar para casa em uma jangada feita à mão ("Dangerous). Odisseu escapa do monstro marinho Caríbdis antes de ver as praias de Ítaca, onde encontra Poseidon novamente ("Charybdis"). Poseidon dá a Odisseu o ultimato de escolher entre se afogar ou assistir toda Ítaca ser submersa em um maremoto. Odisseu é arrastado para o fundo do oceano ("Get in the Water"), mas abre a bolsa de vento uma última vez para revidar, atacando Poseidon com a força de seiscentos homens como retribuição pelos seus seiscentos companheiros mortos. Poseidon diz a Odisseu que, ao abrir o saco de vento, ele liberou a tempestade de Poseidon, o que significa que ele destruiu sua última chance de voltar para casa. Odisseu começa a torturar Poseidon esfaqueando-o repetidamente com seu próprio tridente, forçando-o a ceder e cessar a tempestade ("Six Hundred Strike").

#### The Ithaca Saga (A Saga de Ítaca)

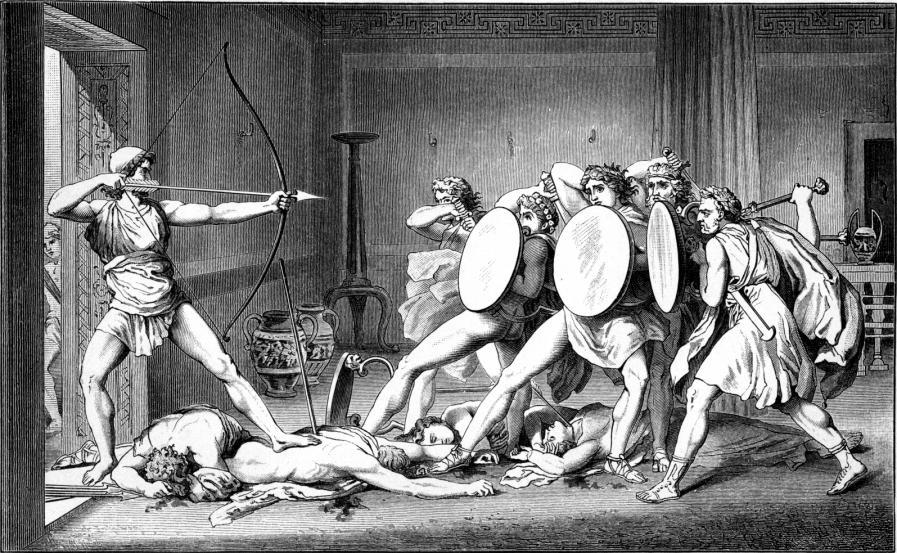
A resistência de Odisseu contra os pretendentes de Penélope é retratada na Saga de Ítaca.

Em Ítaca, Penélope interpreta a tempestade distante de Poseidon como um sinal de que sua vida mudará em breve e oferece um desafio quase impossível aos pretendentes, prometendo se casar com quem conseguir encordoar o velho arco de Odisseu e atirar uma flecha através de doze cabeças de machado ("the Challenge"). Fracassando no desafio e percebendo que Penélope não tem intenção de deixá-los assumir o trono, Antínoo convoca os pretendentes para assassinar Telêmaco e estuprar Penélope, apenas para que uma flecha mate Antínoo ("Hold Them Down"). O atirador revela ser Odisseu, recém-chegado em casa e enfurecido pelas ações e pelo plano dos pretendentes. Odisseu rapidamente massacra o resto dos homens e ignora seus apelos por misericórdia. Telêmaco descobre e se junta à batalha, mas é rapidamente dominado pelo número de pretendentes até que Odisseu vem em seu socorro e mata os intrusos restantes ("Odysseus").
Após a batalha, Telêmaco e Odisseu se encontram pela primeira vez em vinte anos e começam a se conectar. Quando Telêmaco parte para resgatar Penélope, Atena aparece a Odisseu e se pergunta sobre um mundo mais pacífico, mas Odisseu lhe diz que nunca viverá para ver um mundo assim, mas talvez ela possa ver esse mundo se concretizar ("I Can't Help but Wonder"). Odisseu finalmente vê Penélope novamente, mas acredita que ele não é mais o homem por quem ela se apaixonou. Penélope pede que ele mova o leito nupcial, ao que Odisseu responde que o pedido é impossível porque o leito está esculpido em uma oliveira enraizada onde eles se conheceram. Como somente Odisseu poderia saber disso, Penélope proclama que ele ainda é o homem com quem se casou, e ambos declaram seu amor um pelo outro ("Would You Fall in Love with Me Again").

## Elenco
A maioria do elenco do musical foi escolhida por meio de audições no TikTok . 
- Jorge Rivera-Herrans como Odisseu, Devoradores-de-lótus, Polifemo, Ciclope, coro
- Luke Holt como Zeus, Elpenor, coro
- Armando Julián como  Euríloco, coro
- Steven Dookie como Polites
- Teagan "TE/MO" Earley como Atena
- Ayron Alexander as Perimedes, Antínuo, coro
- Kira Stone como Éolo
- Anna Lea como Penélope, Sirenas
- Miguel "MICO" Veloso como Telémaco
- Steven Rodriguez como Poseidon
- Talya Sindel como Circe
- Troy Doherty como Hermes, coro
- Wanda Herrans como Anticlea
- Mason Olshavsky como Tiresias
- KJ Burkhauser como Cila
- Barbara Wangui como Calipso
- Brandon McInnis como Apolo
- Mike Rivera como Hefesto
- Janani K. Jha como Afrodite
- Earle Gresham Jr. como Ares
- Sarah "POESY" Botelho como Hera
- Diana Rivera-Herrans como Princesa Winion[a]
- Dennis Diaz como Eurímaco, coro
- Tristan Caldwell como Anfímuo, coro
- Jamie Wiltshire como Melântio, coro

## Números musicais

### Ato 1
The Troy Saga (estreou em 25 de dezembro de 2022; relançado em 4 de julho de 2024)
- “The Horse and the Infant” – Odisseu, Zeus, Soldados Gregos e coro
- “Just a Man” – Odisseu e os soldados gregos
- “Full Speed Ahead” – Odisseu, Euríloco, Polites e soldados gregos
- “Open Arms” – Odisseu, Polites e Comedores de Lótus
- “Warrior of the Mind” – Odisseu, Atena e coro

The Cyclops Saga (estreou em 27 de janeiro de 2023; relançado em 4 de julho de 2024)
- “Polyphemus” – Odisseu, Polifemo, Euríloco e Polites
- “Survive” – Polifemo, Odisseu, Polites, Soldados Gregos e coro
- “Remember Them” – Odisseu, Euríloco, Polifemo, Atena, Soldados gregos e Ciclopes
- "My Goodbye" – Odisseu, Atena e coro

The Ocean Saga (estreou em 25 de dezembro de 2023)
- "Storm" – Odisseu, Euríloco, Perimedes, Elpenor e soldados gregos
- “Luck Runs Out” – Odisseu, Euríloco e os soldados gregos
- "Keep Your Friends Close" – Odisseu, Éolo, Vinions, Perimedes, Elpenor, Penélope, Telêmaco, Euríloco, Poseidon e soldados gregos
- “Ruthlessness” – Poseidon, Lestrigões, Odisseu, Soldados Gregos e coro

The Circe Saga (estreou em 14 de fevereiro de 2024)
- “Puppeteer” – Odisseu, Euríloco, Circe e soldados gregos
- "Wouldn’t You Like" – Odisseu, Hermes e coro
- "Done For" – Odisseu e Circe
- “There Are Other Ways” – Odisseu, Circe e os soldados gregos

The Underworld Saga (estreou em 26 de abril de 2024)
- “The Underworld” – Odisseu, soldados gregos, soldados gregos caídos, Polites e Anticlea
- "No Longer You" – Tirésias, Odisseu e coro
- "Monster" – Odisseu e os soldados gregos

### Ato 2
The Thunder Saga (estreou em 4 de julho de 2024)
- “Suffering – Sirena, Odisseu e Sirenas
- "Different Beast" – Odisseu, Sirena, Sirenas e Soldados Gregos
- “Scylla” – Odisseu, Cila, Euríloco e soldados gregos
- "Motim" – Euríloco, Odisseu, Perimedes e soldados gregos
- "Thunder Bringer" – Zeus, Odisseu, Penélope, Euríloco e soldados gregos

The Wisdom Saga (estreou em 30 de agosto de 2024)
- "Legendary" – Telêmaco, Antínoo e Pretendentes
- "Little Wolf" – Antínoo, Atena, Telêmaco e Pretendentes
- "We'll Be Fine" – Atena e Telêmaco
- "Love in Paradise" – Atena, Odisseu, Éolo, Poseidon, Circe, Tirésias, Soldados Gregos, Cila, Euríloco, Calipso, Polites, Anticlea e coro
- “God Games” – Atena, Zeus, Apolo, Hefesto, Afrodite, Ares, Hera e coro

The Vengeance Saga (estreou em 31 de outubro de 2024)
- “Not Sorry For Loving You” – Odisseu, Calipso e coro
- "Dangerous" – Odisseu, Hermes e Winions
- "Charybdis" – Odisseu
- “Get in the Water” – Poseidon, Odisseu, Polites, Euríloco, Anticlea, Soldados Gregos e coro
- “Six Hundred Strike” – Odisseu, Poseidon e coro

The Ithaca Saga (estreou em 25 de dezembro de 2024)
- “The Chalange” – Penélope e os Pretendentes
- "Hold Them Down" – Antínoo e os pretendentes
- “Odysseus” – Odisseu, Pretendentes, Eurímaco, Amphinomus, Melântio, Telêmaco e coro
- “I Can’t Help but Wonder” – Odisseu, Telêmaco e Atena
- "Would You Fall in Love with Me Again" – Odisseu e Penélope

## Produção
Epic: The Musical começou a ser produzido em 2019 como tese de conclusão de curso de Jorge Rivera-Herrans na Universidade de Notre Dame,  mas ganhou grande popularidade em 2021 quando ele postou vídeos documentando seu processo criativo no TikTok . A primeira parte do musical, The Troy Saga, foi lançada em dezembro de 2022, sendo seguida logo depois por The Cyclops Saga no início de 2023. O projeto ficou preso num "inferno de desenvolvimento" por cerca de um ano devido a um processo envolvendo Rivera-Herrans e a gravadora, com a terceira parte, The Ocean Saga, sendo lançada em dezembro de 2023. 
Em 2023, a gravadora Blair Russell Productions entrou com uma ação judicial contra Rivera-Herrans, buscando uma decisão de que eles possuíam todos os direitos autorais das duas primeiras sagas da Epic .  Rivera-Herrans entrou com uma reconvenção alegando que ele era o escritor exclusivo, diretor musical e artista principal.  Os processos causaram uma divisão entre a gravadora e a produção, e Rivera-Herrans fundou a Winion Entertainment como uma gravadora independente. O elenco do musical regravou as duas primeiras sagas para lançá-las de forma independente. 
A saga final, The Ithaca Saga, foi lançada em 25 de dezembro de 2024. Naquele mês, foi revelado que dois videogames estavam em produção e negociações estavam em andamento para um possível filme de animação, uma adaptação para o palco e um terceiro videogame baseado na Epic . 

## Análise
A série é dividida em nove álbuns conceituais, chamados de "sagas", consistindo de três a cinco músicas cada. Cada uma das sagas retrata um arco narrativo da Odisseia .  As nove sagas compreendem dois atos, com cada ato representando metade do musical. 
Os personagens de Epic são retratados por vários cantores, com Rivera-Herrans retratando Odisseu, o protagonista principal.  Ao desenvolver o musical, ele se inspirou na composição de 1936 , Pedro e o Lobo, que identifica diferentes personagens usando instrumentos únicos. Usando esta técnica, a Épica usa o simbolismo através de instrumentos representativos, com Odisseu sendo representado com música de violão, Atena sendo representada com um piano, e Éolo usando vocais corais e flautas.  Telêmaco é representado por uma guitarra e um piano, indicando influências de Odisseu como seu pai e de Atena como sua mentora.  Essa técnica também é subvertida para fornecer prenúncios, como na canção "Suffering", em que Penélope não é representada por sua viola característica, sugerindo que a cantora é na verdade uma sereia disfarçada.  A magia é representada no musical por meio da música eletrônica, com instrumentos eletrônicos como sintetizadores se tornando mais comuns à medida que a história incorpora mais elementos mágicos e divinos. 
As canções do musical abrangem vários gêneros, incluindo pop, eletrônico, rock, orquestral e world music. A série tem inspiração musical e narrativa de várias fontes, incluindo as obras de Lin-Manuel Miranda, bem como tropos de anime e mecânicas de videogame .  Inspiradas nos videogames, as sagas servem como “níveis” na narrativa, muitas vezes evoluindo para dramáticas “batalhas contra chefes” no final.  A história do musical tem diferenças criativas em relação à Odisseia original, com um tema definidor da adaptação, os dilemas morais de Odisseu, estando ausente no material de origem.  A morte também é um tema consistente na adaptação musical, com cada saga consecutiva se tornando liricamente mais sombria para representar a dor sentida por Odisseu por causa da perda que ele sofre. 
O musical faz uso de leitmotivs para reforçar paralelos temáticos ao longo da história, como o motivo "Dangerous in near", que é frequentemente usado para prenunciar o perigo iminente.   Letras de canções anteriores também são frequentemente repetidas ao longo do musical para reforçar temas narrativos, como a letra "When Does a Man Become a Monstrer?", que apareceu pela primeira vez em The Troy Saga,  ou a letra "Ruthlessness is mercy upon ourselves", cantada pela primeira vez pelo principal antagonista Poseidon, ambas sendo frequentemente invocadas ao longo do primeiro ato. 
Laurence Teillet, escritor da Opinio Juris, analisou o musical e concluiu que Odisseu e sua tripulação cometeram várias ações que seriam consideradas crimes de guerra pelo Estatuto de Roma ao longo da história, incluindo perfídia, assassinato de alvos civis, tortura física e execução de fora de combate e pirataria . 

## Recepção
Na primeira semana de lançamento, The Troy Saga ultrapassou três milhões de streams, alcançando o segundo lugar na parada de álbuns de elenco da Billboard (atrás de Hamilton ) e se tornando o álbum de trilha sonora número um no iTunes no dia do lançamento.  Desde então, a Epic tem tido uma popularidade consistente, com cada saga alcançando o primeiro lugar na semana de seu lançamento.  Em dezembro de 2024, a Epic tinha 1,6 milhões de ouvintes mensais no Spotify . 
Epic foi elogiado por sua profundidade emocional e desenvolvimento de personagens, com os críticos descrevendo a voz de Rivera-Herrans como altamente emotiva e a história como de partir o coração.  
A crítica Eliana Hernandez descreveu o canto de Rivera-Herrans como "apaixonado", dizendo que ele "captura com precisão a essência e a complexidade de um homem disposto a fazer praticamente qualquer coisa para voltar para casa, para sua esposa, filho e reino, mesmo que isso mude para sempre a pessoa que ele é".  Ela também elogiou a construção do mundo do álbum e a abreviação eficaz do material de origem, dizendo que, apesar das liberdades criativas tomadas para a brevidade, as canções ainda fornecem impacto emocional.  Em uma análise do musical, o site Xavier Newswire descreveu The Wisdom Saga como o melhor trabalho de Rivera-Herrans, elogiando a profundidade de seus personagens e descrevendo as canções "Love in Paradise" e "God Games" como simultaneamente "épicas" e "de partir o coração". 
Os críticos chamaram a atenção para o fato de que o elenco do musical foi encontrado inteiramente online e que todo o marketing é feito nas redes sociais.   Eliana Hernandez disse que este método de produção impulsionado pelas redes sociais "honra o material de origem ao mesmo tempo que transforma a história num meio que falará a um público mais contemporâneo".  O crítico Wyn Caulde descreveu a integração do musical com as mídias sociais como uma forma única e nova de produção de mídia. 